# Mónica Gutiérrez Artero
Mónica Gutiérrez Artero (geboren in Barcelona) ist eine spanische Schriftstellerin, bekannt für ihre feel-good Literatur.

## Werdegang
Nachdem sie an der Autonomen Universität Barcelona (UAB) ihre Abschlüsse in Journalismus und an der Universität Barcelona (UB) in Geschichte gemacht hatte, wandte sie sich später beruflich der LehrenLehre und der Kommunikation zu.
Noch zu Schulzeiten begann sie, Belletristik zu schreiben. Sie erhielt den Premio Sant Jordi de Narrativa Breve y Poesia (Sant Jordi Preis für Kurzgeschichten und Lyrik). 2012 publizierte sie im Eigenverlag ihren ersten Roman mit dem Titel Cuéntame una noctalia (zu dt.: Erzähl mir eine Gutenachtgeschichte). Ihr zweiter Roman, Un hotel en ninguna parte (2014; zu dt.: Ein Hotel im Nirgendwo), den sie auch auf Amazon veröffentlichte, hielt sich über ein halbes Jahr unter den am meistverkauften Bücher auf Amazon, was das Interesse des Verlagshauses Editorial Roca, weckte. Daraufhin publizierte diese beiden Romane El noviembre de Kate (2016, zu dt.: Kates November) und Todos los veranos del mundo (2018, zu dt.: Alle Sommer der Welt). in diesem Verlag.
2017 veröffentlichte sie erneut  im self-publishing, dieses Mal ihren Roman La librería del señor Livingstone (zu dt.: Der fabelhafte Buchladen des Mr. Livingstone), der, auch wegen der Neuveröffentlichung 2020 durch den Verleger Ediciones B, in zehn Sprachen übersetzt wurde.
Ihre Romane werden meist einer feel-good-Literatur zugeordnet, einem Genre, das vor allem in Großbritannien nach dem Zweiten Weltkrieg sehr gefragt war.
Neben ihrer Tätigkeit als Autorin, schreibt sie einen Literaturblog und arbeitet mit anderen Autorinnen und Autoren in deren Literaturblogs zusammen.

## Werk
- Cuéntame una noctalia (2012, zu dt.: Erzähl mir eine Gutenachtgeschichte)
- Un hotel en ninguna parte (2014, zu dt.: Ein Hotel im Nirgendwo)
- La librería a la vuelta de la esquina (2015, zu dt.: Die Bücherei hinter der Ecke)
- El noviembre de Kate (Roca Ediciones, 2016, zu dt.: Kates November)
- La librería del señor Livingstone (autopublicado, 2017; Ediciones B, 2020, Der fabelhafte Buchladen des Mr. Livingstone)
- Todos los veranos del mundo (Roca Ediciones, 2018, zu dt.: Alle Sommer der Welt)
- El invierno más oscuro (2018, zu dt.: Der dunkelste Winter)
- Próxima Estación (2020, zu dt.: Die nächste Jahreszeit)
- Sueño de una noche de teatro (Ediciones B, 2021, zu dt.: Mittheaternachtstraum (in Anlehnung an Shakespears Mittsommernachtstraum, sp. El Sueño de una noche de verano))

## Auszeichnungen
- Premio de narrativa breve Bernat Metge (2005, zu dt.: Bernat Metge Preis für Kurzgeschichten)
- Premio de narrative breve de la Universidad de Barcelona (2010, Preis für Kurzgeschichten der Universität Barcelona)[2]